# Rock Valley
Rock Valley ist eine Kleinstadt (mit dem Status „City“) im Sioux County im US-amerikanischen Bundesstaat Iowa. Das U.S. Census Bureau hat bei der Volkszählung 2020 eine Einwohnerzahl von 4.059 ermittelt.

## Geografie
Rock Valley liegt im Nordwesten Iowas am Rock River, der über den Big Sioux River zum Stromgebiet des Missouri gehört. Der am Big Sioux River gelegene Schnittpunkt der drei Bundesstaaten Iowa, South Dakota und Minnesota befindet sich 55 km nordwestlich von Rock Valley. Nach Nebraska sind es 88 km in südsüdwestlicher Richtung.
Die geografischen Koordinaten von Rock Valley sind 43°12′19″ nördlicher Breite und 96°17′42″ westlicher Länge. Die Stadt erstreckt sich über eine Fläche von 8,47 km² und ist die größte Ortschaft innerhalb der Rock Township.
Nachbarorte von Rock Valley sind Alvord (15,9 km nördlich), Doon (13,3 km nordnordöstlich), Hull (15,6 km ostsüdöstlich), Sioux Center (23,5 km südöstlich), Ireton (27,7 km südlich), Hudson in South Dakota (21,3 km südwestlich), Fairview in South Dakota (20 km westnordwestlich) und Inwood (22,3 km nordwestlich).
Die nächstgelegenen größeren Städte sind die Twin Cities in Minnesota (Minneapolis und Saint Paul) (376 km nordöstlich), Iowas Hauptstadt Des Moines (400 km südöstlich), Sioux City (86,4 km südlich), Nebraskas größte Stadt Omaha (255 km in der gleichen Richtung) und South Dakotas größte Stadt Sioux Falls (67,3 km nordwestlich).

## Verkehr
Der U.S. Highway 18 führt in West-Ost-Richtung als Hauptstraße durch das Stadtgebiet von Rock Valley. Alle weiteren Straßen sind untergeordnete Landstraßen, teils unbefestigte Fahrwege sowie innerörtliche Verbindungsstraßen.
Mit dem Sioux Center Municipal Airport befindet sich 17 km südöstlich ein kleiner Flugplatz für die Allgemeine Luftfahrt und den Lufttaxiverkehr. Die nächsten Verkehrsflughäfen sind der Sioux Gateway Airport in Sioux City (106 km südlich) und der Sioux Falls Regional Airport (74 km nordwestlich).

## Bevölkerung
Nach der Volkszählung im Jahr 2010 lebten in Rock Valley 3354 Menschen in 1283 Haushalten. Die Bevölkerungsdichte betrug 396 Einwohner pro Quadratkilometer. In den 1283 Haushalten lebten statistisch je 2,54 Personen.
Ethnisch betrachtet setzte sich die Bevölkerung zusammen aus 92,2 Prozent Weißen, 0,3 Prozent Afroamerikanern, 0,4 Prozent Asiaten sowie 5,8 Prozent aus anderen ethnischen Gruppen; 1,2 Prozent stammten von zwei oder mehr Ethnien ab. Unabhängig von der ethnischen Zugehörigkeit waren 12,2 Prozent der Bevölkerung spanischer oder lateinamerikanischer Abstammung.
27,3 Prozent der Bevölkerung waren unter 18 Jahre alt, 52,8 Prozent waren zwischen 18 und 64 und 19,9 Prozent waren 65 Jahre oder älter. 50,6 Prozent der Bevölkerung waren weiblich.
Das mittlere jährliche Einkommen eines Haushalts lag bei 56.400 USD. Das Pro-Kopf-Einkommen betrug 19.803 USD. 9,6 Prozent der Einwohner lebten unterhalb der Armutsgrenze.